# تقاص (فیلم ۱۹۹۹)
تقاص (به انگلیسی: Payback) فیلمی است محصول سال ۱۹۹۹ و به کارگردانی برایان هالگلند است. در این فیلم بازیگرانی همچون مل گیبسون، گرگ هنری، ماریا بلو، دیوید پیمر، بیل دوک، لوسی لیو، جان گلاور، ویلیام دیون، دبورا کارا آنگر، جیمز کابرن، جک کانلی، کریس کریستوفرسون، سالی کلرمن، ترور سنت جان و فردی رودریگز ایفای نقش کرده‌اند.

## داستان
پورتر (گیبسن) را دوستش، وال (هنری)، به جریان سرقتی می‌کشاند. همه چیز به خوبی و خوشی سپری می‌شود تا این که لین (آنگر)، همسر پورتر، از پشت به پورتر شلیک می‌کند. در واقع پس از آن که وال عکس پورتر را همراه زنی دیگر (بلو) به لین نشان می‌دهد، این دو برای کشتن پورتر زدوبند می‌کنند. با این همه، پنج ماه بعد پورتر که تبدیل به یک دیوانهٔ روانی تمام‌عیار شده، برمی‌گردد…